# ترس و لرز

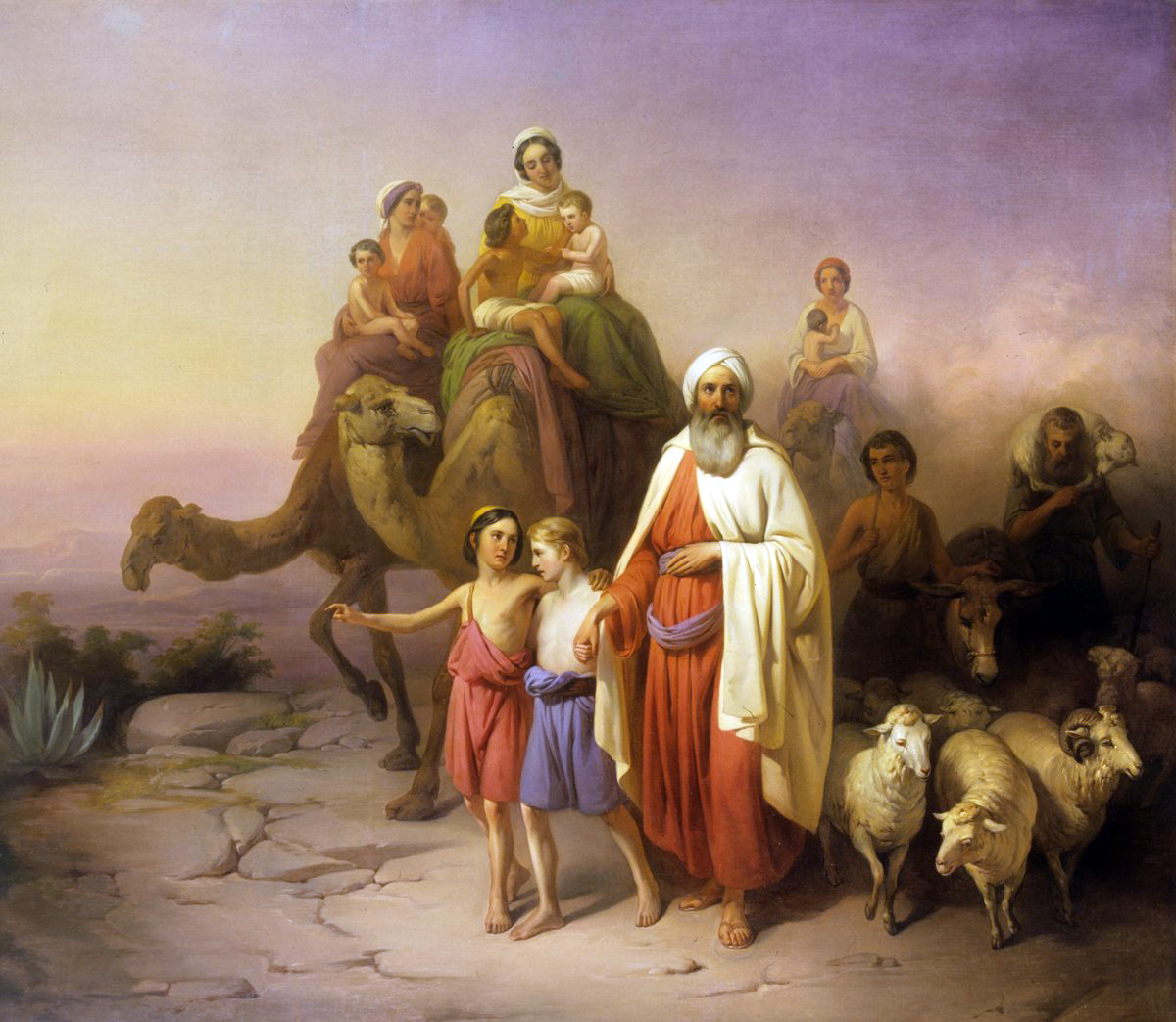

ترس و لرز (به دانمارکی: Frygt og Bæven) یکی از آثار برجسته سورن کی‌یرکگور است. نام کتاب برگرفته از انجیل نامهٔ پولُس به فیلیپیان، آیه 2:12 است: «نه تنها هنگام حضورم، بلکه حال در غیابم، با رغبت بسیار بیشتر همچنان تلاش کنید که نجات خود را با ترس و لرز به انجام رسانید». در این اثر کی یرکگور تلاش میکند تا وحشت و اضطراب ابراهیم را دریابد آنگاه که خداوند به او فرمان میدهد که پسرش اسحاق برای قربانی کردن به سرزمین موریا ببرد.
کییرکگور ترس و لرز را بهترین کتاب خود می‌دانست؛ او می‌گفت این کتاب برای جاودانه‌کردن ِ نام ِ من کافی است. دیالکتیک تغزلی او، هنر او در وادارساختن ِ ما به حس‌کردن خصلت‌های ویژهٔ این قلمرو مذهب در بالای ما که خود او وانمود می‌کرد پایین‌تر از آن مانده‌است، هرگز چنین ژرف بر ما تاثیر ننهاده‌است و نیز هرگز –و این را خود او نمی‌گوید- روایتش تا این حد با شخصی‌ترین جدال‌هایش در پیوند نبوده‌است. اما همیشه نمی‌توان به‌آسانی اندیشهٔ کیرکگارد را در ورایی اندیشهٔ یوهانس دو سیلنتیو (ظاهراً سورن کی‌یرکگور با این نام مستعار می‌نوشته.)، که این اثر را به او نسبت می‌دهد و البته خود اوست اما نه به تمامی، به چنگ آورد. به گفتهٔ هیرش، «این دشوارترین اثر کییرکگور است که در آن بیش از هر اثر دیگر به هر وسیله در سرگردان‌کردن خواننده کوشیده‌است.»

## ترجمه به فارسی
این کتاب را محسن فاطمی (در سال ۱۳۷۳) و عبدالکریم رشیدیان (در سال ۱۳۷۸) به فارسی ترجمه کرده‌اند.